# Plattnäbbar
Plattnäbbar (Ramphotrigon) är ett litet släkte i familjen tyranner inom ordningen tättingar. Släktet omfattar endast fyra arter med utbredning i Sydamerika från nordvästra Venezuela till nordöstra Argentina:
- Storhuvad plattnäbb (R. megacephalum)
- Roststjärtad plattnäbb (R. ruficauda)
- Rödflammig plattnäbb (R. flammulatum)
- Olivstjärtad plattnäbb (R. fuscicauda)

Plattnäbbarna ska ej förväxlas med de icke närbesläktade flatnäbbarna i släktena Rhynchocyclus och Tolmomyias.